# ALSOK東海
ALSOK東海株式会社（アルソックとうかい）は、警備、清掃、綜合管理業務を主たる事業とする日本の警備・ビルメンテナンス企業。東海自動車とALSOKが出資する（東海自動車の連結子会社で、ALSOKの持分法適用関連会社）、ALSOKの連盟会社。2025年7月15日までの商号は東海綜合警備保障株式会社（とうかいそうごうけいびほしょう）。
なお、愛知県名古屋市に旧商号と同じ読み方をする警備業の東海総合警備保障株式会社が存在するが、当社やALSOKの連盟会社にない無関係の企業である。

## 概要
- 1975年（昭和50年）12月1日 - 東海自動車の子会社として東海警備保障株式会社が設立[6]
- 1976年（昭和51年）7月1日 - 綜合警備保障（現・ALSOK）の資本参加により、商号を東海綜合警備保障株式会社に変更[6]
- 1998年（平成10年）4月 - 消防・防災設備事業とビル清掃管理事業開始[4]
- 2025年（令和7年）7月16日 - 現商号に変更[7]

営業エリアは伊豆・神奈川西部であり、西側ではALSOK静岡、東側ではALSOK神奈川と接する。

## 本社・支社・営業所
- 本社・ガードセンター
  - 静岡県伊東市玖須美元和田716-102
- 湯河原営業所
  - 神奈川県足柄下郡湯河原町土肥2-9-3
- 箱根営業所
  - 神奈川県足柄下郡箱根町元箱根103-234